# Borja Iglesias
Pour les articles homonymes, voir Iglesias.
Borja Iglesias, né le 17 janvier 1993 à Saint-Jacques-de-Compostelle en Espagne, est un footballeur international espagnol évoluant au poste d'avant-centre au Celta de Vigo.

## Biographie

### En club

#### Formation et début de carrière
Borja Iglesias commence le football dans le club de son village. En 2006, il poursuit sa formation footballistique en rejoignant le Valence CF.
Dans les équipes de jeunes de Valence, il ne joue pas à son poste préférentiel. Il est souvent déplacé sur un côté, en tant qu'ailier ; le poste d'avant-centre étant attribué à Paco Alcácer.
Après trois ans passés au club, il intègre en 2010 les équipes de jeunes du Villarreal CF. Il évolue pendant un an avec le CD Roda (en), un club filial du centre de formation de Villarreal CF.
En 2011, il joue avec l'équipe Juvénil (junior) de Villareal CF, puis il intègre l'équipe C (en) lors de la saison 2012-2013.
En 2013, il s'engage au Celta de Vigo.

#### Celta de Vigo
Au Celta, Borja Iglesias n'intègre pas l'effectif professionnel. Il est recruté pour jouer avec l'équipe réserve du club, qui évolue en Segunda División B (équivalent de la troisième division).
Il joue tout de même son premier match en professionnel le 3 janvier 2015 en remplaçant Santi Mina à la 78e minute de jeu lors d'une défaite 1-0 face au Séville FC en Liga. Il prend part à un match de Coupe d'Espagne la saison suivante.
Lors de la saison 2016-2017, il inscrit trente-deux buts en Segunda División B avec l'équipe réserve du club , faisant de lui le meilleur buteur de la saison de toute la Segunda División B, qui contient quatre-vingt équipes engagées dans cette division.
Le 11 décembre 2016, il marque un but lors d'un match de championnat de Segunda División B contre le Caudal Deportivo, et atteint la barre des cinquante-trois buts depuis qu'il a rejoint l'équipe réserve du Celta, devenant ainsi le meilleur buteur de toute l'histoire de l'équipe.
Le 22 décembre 2016, juste avant un match de la Coupe du Roi contre l'UCAM Murcia, le Celta Vigo lui rend hommage pour ce record, en lui offrant un maillot du club en son nom, floqué du numéro neuf.
Au total, il aura marqué soixante-quinze buts pour le Celta B, battant ainsi l'ancien record de Goran Marić (en), qui était de cinquante-deux buts.

#### Real Saragosse
Au mercato d'été 2017, il est prêté pour une saison au Real Saragosse.
Titulaire au poste d'avant centre tout au long de l'exercice, Iglesias marque vingt-deux buts en Segunda División. Il est l'auteur d'un triplé et de cinq doublés.

#### RCD Espanyol
Le 9 juillet 2018, le RCD Espanyol paye sa clause libératoire de dix millions d'euros au Celta. Il devient ainsi le transfert le plus cher de l'histoire du club, signant un contrat de quatre ans avec le club catalan.
Iglesias fait ses débuts en Liga pour l'Espanyol le 18 août 2018, à l'occasion de la première journée, contre son club formateur du Celta de Vigo (1-1). Le 26 août, il inscrit son premier but en carrière dans l'élite espagnole et participe à un succès 2-0 face au Valence CF. Au mois d'octobre, il réalise un doublé contre le promu de la SD Huesca et offre la victoire aux siens (0-2). Il termine l'année 2018 avec huit buts en Liga, un total honorable pour un attaquant découvrant le championnat.
Le 2 mars 2019, il marque le but le plus rapide de la saison au bout de seulement dix-huit secondes de jeu contre le Real Valladolid, au RCDE Stadium. Il poursuit la saison sur sa lancée et marque un total de dix-sept buts en championnat lors de la saison 2018-2019, sa première dans l'élite, aidant les Pericos à terminer septième au classement et à se qualifier pour la Ligue Europa.
Le 25 juillet 2019, il découvre la compétition européenne à l'occasion d'un match de qualification en Ligue Europa. Il inscrit un doublé et délivre une passe décisive contre le club islandais de Stjarnan (4-0). Il marque trois buts en trois de matchs de qualifications à la Ligue Europa.
En août 2019, il devient le plus gros transfert de vente de l'histoire du club en étant vendu vingt-huit millions d'euros au Real Betis.

#### Real Betis
Le 14 août 2019, Iglesias signe au Real Betis pour cinq saisons et rejoint son ancien entraîneur du RCD Espanyol, Rubi. Les Sévillans payent sa clause libératoire de vingt-huit millions d'euros en plusieurs fois. Il échoit du numéro neuf de buteur, signe de la confiance et des espoirs que place en lui le Betis.

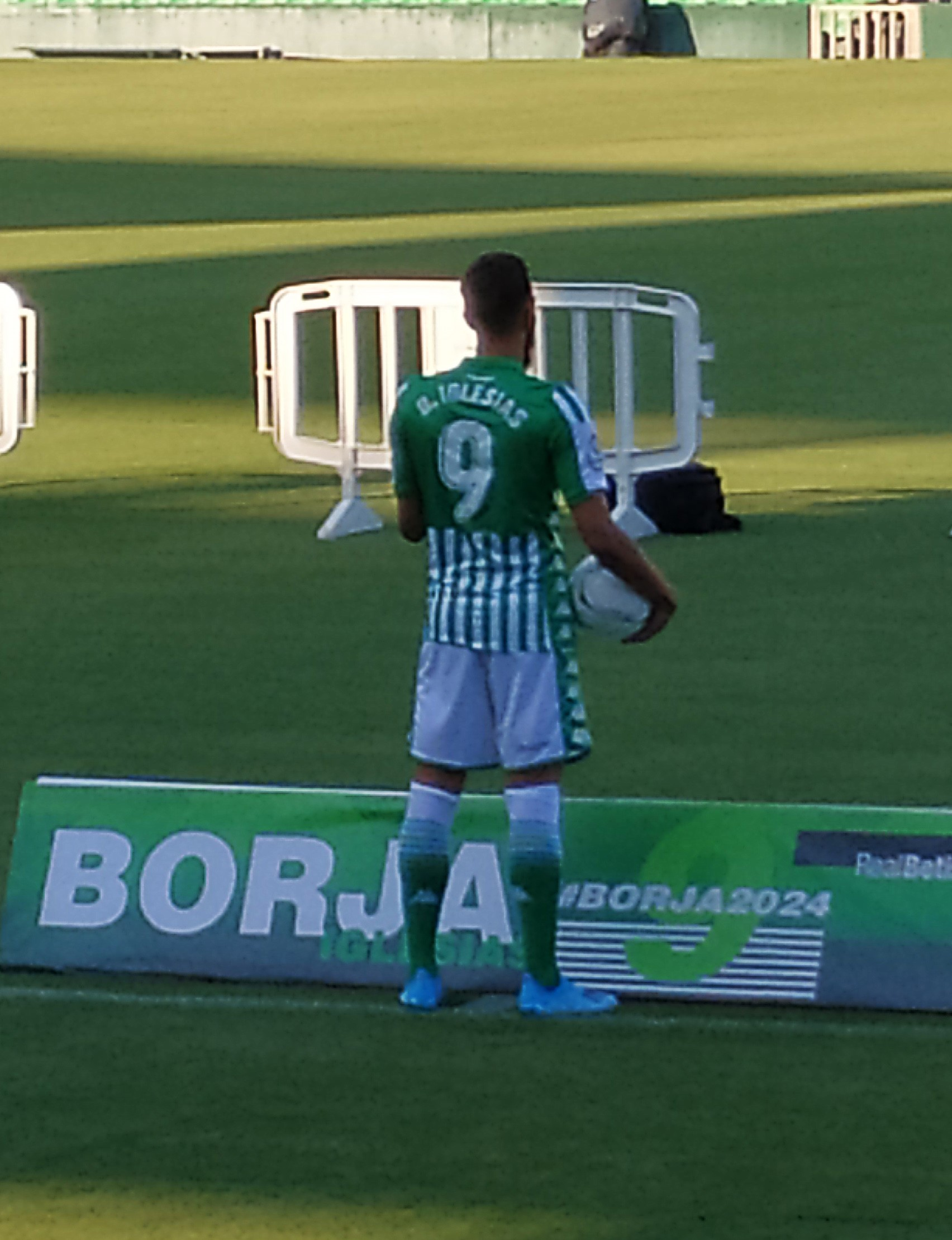
Iglesias durant sa présentation.

Iglesias est titulaire pour ses débuts sévillans le 18 août 2019 lors d'une défaite 1-2 contre le Real Valladolid en championnat. Il sort sur blessure, souffrant d'une entorse à la cheville droite. Il revient sur les terrains le 31 août en remplaçant Joaquín lors d'un succès 2-0 face au CD Leganés. Le 24 septembre, Iglesias marque son premier but pour les Verdiblancos contre le Levante UD (victoire 3-1). Son second but vient le 15 décembre face à son ancien club de l'Espanyol, ouvrant le score d'une tête en début d'une rencontre se soldant sur un nul 2-2.
Le 8 mars 2021, il inscrit un doublé face au Deportivo Alavés (victoire 3-2). Après avoir marqué son second but, qui donne la victoire à son équipe, il réalise une célébration virale inspirée de celle de l'athlète eSport Jaime Álvarez. 
Iglesias réalise un début de saison 2022-2023 remarqué qui le voit inscrire quatre buts en trois matchs de championnat lors du mois d'août 2022. Durant la deuxième journée, il réussit un doublé sur penalty sur la pelouse du RCD Majorque et permet à Betis de l'emporter 1-2. La journée suivante, Iglesias est de nouveau décisif en marquant l'unique but d'un succès 1-0 à domicile aux dépens du CA Osasuna qui permet aux Verdiblancos d’être temporairement leader du championnat. La Liga récompense ses performances en le nommant meilleur joueur du mois d'août. 

#### Bayer Leverkusen
En janvier 2024, Iglesias est prêté au Bayer Leverkusen jusqu'à la fin de saison afin de pallier la longue blessure de Victor Boniface.

#### Retour au Celta
Le 19 juillet 2024, Iglesias est prêté pour une saison sans option d'achat à son club formateur du Celta de Vigo,. Sept ans après son départ et avec le statut de meilleur buteur de l'histoire de l'équipe B, il souhaitait ne quitter le Betis qu'à condition de retrouver Vigo. 

### En sélection
À la mi-septembre, le sélectionneur Luis Enrique le convoque pour la première fois en équipe nationale pour les deux rencontres de la Ligue des nations contre la Suisse et le Portugal. Âgé de vingt-neuf ans, l'attaquant découvre la sélection pour la première fois de sa carrière, n'ayant jamais défendu les couleurs de l'Espagne en équipes jeunes.

### Autres activités
En juin 2020, Iglesias devient actionnaire — avec, entre autres, le gardien international belge Thibaut Courtois — de l'Internacional de Madrid, club de Segunda División B. Les deux joueurs sont des investisseurs de l'équipe espagnole d'eSport DUX Gaming qui est devenue copropriétaire du club madrilène.

### Vie privée
Borja Iglesias est surnommé « El Panda » en référence à la chanson Panda du rappeur américain Desiigner.
Ce surnom lui a été donné par ses anciens coéquipiers de la réserve du Celta de Vigo, dont il était le meilleur buteur. L'équipe était surnommé « La Panda Team ».
Il a un tatouage sur sa cheville droite, représentant un panda qui tient dans sa main une carte déchirée du neuf de trèfle.

## Statistiques
| Saison                | Club                    | Championnat           | Championnat | Championnat | Championnat | Coupe(s) nationale(s) | Coupe(s) nationale(s) | Coupe(s) nationale(s) | Supercoupe | Supercoupe | Supercoupe | Compétition(s) continentale(s) | Compétition(s) continentale(s) | Compétition(s) continentale(s) | Compétition(s) continentale(s) | Barrages | Barrages | Barrages | Total | Total | Total |
| Saison                | Club                    | Division              | M.          | B.          | P.d.        | M.                    | B.                    | P.d.                  | M.         | B.         | P.d.       | Comp.                          | M.                             | B.                             | P.d.                           | M.       | B.       | P.d.     | M.    | B.    | P.d.  |
| 2013-2014             | Celta de Vigo B         | Segunda División B    | 35          | 13          | 0           | -                     | -                     | -                     | -          | -          | -          | -                              | -                              | -                              | -                              | -        | -        | -        | 35    | 13    | 0     |
| 2014-2015             | Celta de Vigo B         | Segunda División B    | 36          | 17          | -           | -                     | -                     | -                     | -          | -          | -          | -                              | -                              | -                              | -                              | -        | -        | -        | 36    | 17    | 0     |
| 2015-2016             | Celta de Vigo B         | Segunda División B    | 36          | 11          | -           | -                     | -                     | -                     | -          | -          | -          | -                              | -                              | -                              | -                              | -        | -        | -        | 36    | 11    | 0     |
| 2016-2017             | Celta de Vigo B         | Segunda División B    | 37          | 32          | -           | -                     | -                     | -                     | -          | -          | -          | -                              | -                              | -                              | -                              | 2        | 2        | -        | 39    | 34    | 0     |
| Sous-total            | Sous-total              | Sous-total            | 144         | 73          | 0           | 0                     | 0                     | 0                     | 0          | 0          | 0          | -                              | 0                              | 0                              | 0                              | 2        | 2        | 0        | 146   | 75    | 0     |
| 2014-2015             | Celta de Vigo           | Liga                  | 1           | 0           | 0           | -                     | -                     | -                     | -          | -          | -          | -                              | -                              | -                              | -                              | -        | -        | -        | 1     | 0     | 0     |
| 2015-2016             | Celta de Vigo           | Liga                  | -           | -           | -           | 1                     | 0                     | 0                     | -          | -          | -          | -                              | -                              | -                              | -                              | -        | -        | -        | 1     | 0     | 0     |
| Sous-total            | Sous-total              | Sous-total            | 1           | 0           | 0           | 1                     | 0                     | 0                     | 0          | 0          | 0          | -                              | 0                              | 0                              | 0                              | 0        | 0        | 0        | 2     | 0     | 0     |
| 2017-2018             | Real Saragosse (prêt)   | Segunda División      | 39          | 22          | 6           | 2                     | 1                     | 0                     | -          | -          | -          | -                              | -                              | -                              | -                              | 2        | 0        | 0        | 43    | 23    | 6     |
| 2018-2019             | RCD Espanyol            | Liga                  | 37          | 17          | 3           | 6                     | 3                     | 0                     | -          | -          | -          | -                              | -                              | -                              | -                              | -        | -        | -        | 43    | 20    | 3     |
| 2019-2020             | RCD Espanyol            | Liga                  | 0           | 0           | 0           | 0                     | 0                     | 0                     | -          | -          | -          | C3                             | 3                              | 3                              | 1                              | -        | -        | -        | 3     | 3     | 1     |
| Sous-total            | Sous-total              | Sous-total            | 37          | 17          | 3           | 6                     | 3                     | 0                     | 0          | 0          | 0          | -                              | 3                              | 3                              | 1                              | -        | -        | -        | 46    | 23    | 4     |
| 2019-2020             | Real Betis              | Liga                  | 35          | 3           | 2           | 2                     | 0                     | 1                     | -          | -          | -          | -                              | -                              | -                              | -                              | -        | -        | -        | 37    | 3     | 3     |
| 2020-2021             | Real Betis              | Liga                  | 28          | 11          | 0           | 4                     | 2                     | 0                     | -          | -          | -          | -                              | -                              | -                              | -                              | -        | -        | -        | 32    | 13    | 0     |
| 2021-2022             | Real Betis              | Liga                  | 33          | 10          | 0           | 8                     | 5                     | 0                     | -          | -          | -          | C3                             | 10                             | 4                              | 1                              | -        | -        | -        | 51    | 19    | 1     |
| 2022-2023             | Real Betis              | Liga                  | 35          | 15          | 3           | 1                     | 0                     | 1                     | 1          | 0          | 0          | C3                             | 6                              | 0                              | 1                              | -        | -        | -        | 43    | 15    | 5     |
| 2023-2024             | Real Betis              | Liga                  | 11          | 0           | 1           | 1                     | 1                     | 0                     | -          | -          | -          | C3                             | 6                              | 1                              | 1                              | -        | -        | -        | 18    | 2     | 2     |
| Sous-total            | Sous-total              | Sous-total            | 142         | 39          | 6           | 16                    | 8                     | 2                     | 1          | 0          | 0          | -                              | 22                             | 5                              | 3                              | -        | -        | -        | 181   | 52    | 11    |
| 2023-2024             | Bayer Leverkusen (prêt) | Bundesliga            | 7           | 0           | 0           | 1                     | 0                     | 0                     | -          | -          | -          | C3                             | 2                              | 0                              | 0                              | -        | -        | -        | 10    | 0     | 0     |
| 2024-2025             | Celta de Vigo (prêt)    | Liga                  | 34          | 10          | 3           | 2                     | 0                     | 0                     | -          | -          | -          | -                              | -                              | -                              | -                              | -        | -        | -        | 36    | 10    | 3     |
| Total sur la carrière | Total sur la carrière   | Total sur la carrière | 404         | 161         | 18          | 28                    | 12                    | 2                     | 1          | 0          | 0          | -                              | 27                             | 8                              | 4                              | 4        | 2        | 0        | 464   | 183   | 24    |

### En sélection nationale
| Saison                | Sélection             | Phases finales        | Phases finales | Phases finales | Phases finales | Éliminatoires | Éliminatoires | Éliminatoires | Matchs amicaux | Matchs amicaux | Matchs amicaux | Total | Total | Total |
| Saison                | Sélection             | Compétition           | M              | B              | Pd             | M             | B             | Pd            | M              | B              | Pd             | M     | B     | Pd    |
| --------------------- | --------------------- | --------------------- | -------------- | -------------- | -------------- | ------------- | ------------- | ------------- | -------------- | -------------- | -------------- | ----- | ----- | ----- |
| 2022-2023             | Espagne               | Ligue des nations     | 1              | 0              | 0              | 1             | 0             | 0             | -              | -              | -              | 2     | 0     | 0     |
| Total sur la carrière | Total sur la carrière | Total sur la carrière | 1              | 0              | 0              | 1             | 0             | 0             | 0              | 0              | 0              | 2     | 0     | 0     |

## Palmarès

### En club
- Real Betis (1)
  -  Coupe d'Espagne
    -  Vainqueur : 2022.
- Bayer Leverkusen (2)
  - Champion d'Allemagne
    - Champion : 2024

  - Coupe d'Allemagne
    - Vainqueur : 2024

### Distinctions individuelles
- Meilleur buteur du Groupe 1 de l'édition 2016-2017 de la Segunda División B (32 buts)
- Meilleur joueur du mois d'octobre 2017 de l'édition 2017-2018 de la Segunda División
- Meilleur joueur de la finale de l'édition 2021-2022 de la Coupe d'Espagne
- Meilleur buteur de l'édition 2021-2022 de la Coupe d'Espagne (5 buts)
- Meilleur joueur du mois d'août 2022 de l'édition 2022-2023 de la Liga